# Lascaux
Lascaux je kompleks podzemnih jam v jugozahodni Franciji, ki je poznan po paleolitskih jamskih poslikavah. Jama je bila odkrita leta 1940. Izvirne jame se nahajajo v bližini vasi Montignac, v departmaju Dordogne. Vsebujejo nekaj najbolj znane paleolitske umetnosti. Te slike so po ocenah stare do 17.300 let. So v glavnem sestavljene iz podob velikih živali, ki so večinoma znane iz fosilnih dokazov in so v tistem času živele na tem območju. 
Leta 1979 je Lascaux dodan na seznam Unescove svetovne dediščine, skupaj z drugimi prazgodovinskih najdišč v dolini Vézère.

## Zgodovina raziskovanj
12. septembra 1940 je vhod v jamo Lascaux odkril 18-letni Marcel Ravidat. Vrnil se je s tremi prijatelji (Jacques Marsal, Georges Agnel in Simon Coencas) in vstopil v jamo po dolgem jašku. Najstniki so odkrili, da so bile jamske stene prekrite z upodobitvami živali. Jama je bila odprta za javnost leta 1948. Do leta 1955, ko je ogljikov dioksid, vročina, vlaga in druga nesnaga 1200 obiskovalcev na dan, vidno poškodovala poslikave in so nastali lišaji na stenah. Jama je bila zaprta za javnost leta 1963, da bi se umetnine ohranile. Poslikave so bile obnovljene v prvotno stanje in so pod nadzorom. Prostori v jami obsegajo dvorano bikov, hodnike, jaške, ladje, apside in sobo mačk.
Lascaux II. je replika Velike dvorane bikov in poslikane galerije in se nahaja 200 metrov od izvirnika ter je bila odprta leta 1983. Tako si lahko obiskovalci ogledajo pobarvane prizore brez škode za originale. Reprodukcije drugih umetnine si lahko ogleda na Centru za prazgodovinske umetnosti v Le Thot v Franciji. 
Od leta 1998 se je začela jama spopadati z glivicami, za katere krivijo nov klimatski sistema, ki je nameščen v jamah, uporabo močnih luči in prisotnost prevelikega števila obiskovalcev. Leta 2008 je bila jama kontaminirana s črno plesnijo, ki jo znanstveniki še vedno poskušajo obdržati stran od slik. V januarju 2008 so organi jamo zaprli za tri mesece celo za znanstvenike in konzervatorje. Posamezniku je bil dovoljen vstop v jamo za 20 minut enkrat tedensko za spremljanje klimatskih pogojev. Zdaj lahko le nekaj strokovnjakov dela v jami,  samo za nekaj dni na mesec, saj si prizadevajo za odpravo plesni, temnih lis in poškodovanih pigmentov na stenah.

## Geografija
Sedimentne plasti porečja Vézère pokrivajo četrtino departmaja Dordogne, najsevernejše regije Črnega Périgorda. Preden se pridruži reki Dordogne v bližini Limeuila, Vézère teče v jugozahodni smeri. V srednjem toku njeno pot označujejo nizi meandrov, obdanih z visokimi čermi apnenca, ki opredeljujejo krajino. Gorvodno od tega strmega reliefa, v bližini Montignaca in v bližini Lascauxa, se obrisi zemlje precej zmehčajo, dolina se razširi in bregovi reke postanejo manj strmi. 
Dolina Lascaux se nahaja nekoliko oddaljena od večjih koncentracij kraških jam in naseljenih območij, od katerih jih je bilo največ odkritih dolvodno. V okolici vasi Eyzies-de-Tayac Sireuil so našli nič manj kot 37 okrašenih jam in zavetišč, pa tudi večje število bivalnih območij iz zgornjega paleolitika, ki se nahajajo na prostem, pod zavetnimi previsi ali na vhodu v eno izmed kraških votlin. To je največja koncentracija v zahodni Evropi.

## Podobe
Jama vsebuje skoraj 2.000 podob, ki jih je mogoče razdeliti v tri glavne kategorije: živali, človeške figure in abstraktni znaki. Podobe ne vsebujejo slik okoliške pokrajine ali vegetacije tistega časa. Večina večjih podob je naslikana na stene z uporabo mineralnih pigmentov, čeprav so nekatere tudi zarezane v kamen. Veliko podob je preveč šibkih, da bi ji lahko prepoznali, nekatere so komaj vidne. 
Več kot 900 jih je mogoče opredeliti kot živali, 605 od teh so jih natančno določili. Od teh podob jih je 364 kopitarjev, 90 je jelenov. Prav tako so zastopani govedo in bizoni, vsaka skupina predstavlja 4 do 5% podob. Tu so še sedem mačk, ptica, medved, rhinoceros in človek. Ni podob severnih jelenov, čeprav so bili glavni vir hrane takratnih prebivalcev. Geometrijske podobe so bile tudi določene na stenah. 
Najbolj znani del jame je Velika dvorana bikov, kjer so upodobljeni biki, konji in jeleni. Štirje črni biki ali aurochs prevladujejo med 36 živalmi, ki so tu zastopane. Eden od bikov je dolg 5,2 metrov in je največja žival odkrita doslej v jamski umetnosti. Poleg tega se zdi, kot da se biki gibajo. 
Podoba "prekrižanih bizonov", ki se nahajajo v dvorani imenovani Ladja, se pogosto navaja kot primer spretnosti paleolitskih jamskih slikarjev. Prekrižane zadnje noge ustvarijo iluzijo, da je en bizon bližje nam, kot drugi. Ta vizualna globina v prizoru dokazuje primitivno obliko perspektive, ki je bila še posebej napredna v tistem času.

### Interpretacija podob
V zadnjih letih nove raziskave kažejo, da bi lahko podobe Lascauxa vključevale prazgodovinsko zvezdno karto. Michael Rappenglueck iz Univerze v Münchnu trdi, da so nekateri ne-figurativni grozdi pik in pike v nekaterih podobah v korelaciji z ozvezdjem Bika,  Gostosevcev in skupine znane kot Poletni trikotnik.  Na podlagi študija astronomskega pomena bronaste dobe petroglifov v Vallée des merveilles in obsežna raziskava drugih prazgodovinskih poslikanih jam v regiji, se večini zdi, da so bile izbrane, ker je notranjost osvetljena z zahajajočim soncem na dan zimskega solsticija. Francoski raziskovalec Chantal Jègues-Wolkiewiez nadalje meni, da galerija podob v Veliki dvorani predstavlja obsežen zemljevid zvezd in da ključne točke na glavnih figurah v skupini ustrezajo zvezdam v glavnih ozvezdjih kot so se pojavile v paleolitiku. 
David Lewis-Williams in Jean Clottes menita, da so dela podobna umetnosti Grmičarjev iz Južne Afrike, da je ta vrsta umetnosti duhovne narave, ki se nanaša na vizije, ki se pojavijo med obrednim plesom. Te vizije so odvisne od človeških možganov, zato so neodvisne od geografske lokacije. Nigel Spivey, profesor klasične umetnosti in arheologije na Univerzi v Cambridgeu domneva v svoji seriji How Art Made the World, da pike in predalčni vzorci prekrivajo podobe živali, ki so zelo podobne halucinacijam, ki jih povzroči pomanjkanje občutkov. Dodal je še domnevo, da so povezave med kulturno pomembnih živali in te halucinacije privedle do izuma podob ali umetnosti risanja. Nadaljnja raziskovanja obsegajo kasneje tudi prenos izdelovanja podob iz jam na megalitska mesta in posledično izum kmetijstva. 
Nekateri antropologi in umetnostni zgodovinarji tudi pravijo, da bi lahko bile slike prikaz lovskega uspeha ali predstavlja mistični obred z namenom izboljšanja prihodnje lovske sreče. Slednja teorija je podprta s prekrivajočimi podobami ene skupine živali na isti lokaciji z drugo skupino živali, kar pomeni, da je eno področje jame bolj uspešno pri napovedovanju lovske sreče. 
Z uporabo ikonografske metode analize podob v Lascaux (položaj, smer in velikost figur, organizacija sestave, slikarske tehnike, porazdelitev barvnih ploskev,...), Thérèse Guiot-Houdart skuša doumeti simbolno funkcijo živali, prepoznati temo vsake podobe in končno rekonstruirati mit prikazan na stenah. 
Julien d'Huy in Jean-Loïc Le Quellec sta pokazala, da lahko nekatere kotne ali nazobčane znake v Lascaux analiziramo kot "orožje" ali "rane". Ti znaki so na nevarnih živalih - velike mačke, tur in bizon - več kot na drugih in jih je mogoče pojasniti s strahom pred animacijo podobe. Druga ugotovitev podpira hipotezo pol žive podobe. V Lascaux so bizon, tur in kozorogi zastopani drug ob drugem. Nasprotno pa je moč opaziti sistem bizon-konji-levi in sistem turi-konji-jeleni-medvedi, te živali so pogosto povezane. Takšna razdelitev lahko kaže na odnos med vrstami podob in njihovih okoljskih pogojev. Tur in bizon se bojujeta eden proti drugemu, konji in jeleni so zelo socialni z drugimi živalmi. Bizon in lev živita na odprtih ravnicah, turi, jeleni in medvedi so povezani z gozdovi in močvirji, kozorogov habitat so skalnata območja, konji pa so zelo prilagodljivi. Dispozicijo podob v Lascaux lahko razložimo z vero v resnično življenje, kjer so umetniki poskusili dejanske okoljske razmere. 
Manj znano je območje podob imenovano Apsida (apsida), okroglasta, polkroglasta soba podobna apsidi v romanski baziliki. Ima približno 4,5 metra v premeru  in je pokrita na vsaki ploskvi stene (vključno s stropom) z več tisoč zamotanimi, prekrivajočimi se, graviranimi skicami. Strop apside, ki sega 1,6 - 2,7 m visoko, merjeno od začetne višine tal, je tako v celoti okrašen s takimi grafikami, kar kaže, da so prazgodovinski ljudje, ki so jih izdelali, najprej morali zgradili oder

## Grožnje
Odprtje jame Lascaux po drugi svetovni vojni je spremenilo jamsko okolje. 1.200 obiskovalcev na dan, prisotnost svetlobe in sprememba v kroženju zraka, so ustvarili številne težave. V poznih 1950-ih je pojav lišajev in kristalov na stenah pripeljal do zapiranja jam leta 1963. Omejili so dostop do jam na nekaj obiskovalcev vsak teden in ustvarili repliko jame za obiskovalce Lascaux . V letu 2001 so organi, pristojni za Lascaux spremenili klimatski sistem, kar je povzročilo regulacijo temperature in vlažnosti. Ko je bil sistem postavljen, je prišlo do okužbe s Fusarium solani, belo plesnijo, ki se je začela naglo širiti po jamskem stropu in stenah. Menijo, da so bile prisotne v zemlji in izpostavljene delu obrtnikov, kar je vodilo do širjenja glive. Leta 2007 se je pojavila nova gliva, ki je ustvaril sive in črne madeže in se začela širiti v jami.
Organiziran je bil, na pobudo francoskega ministrstva za kulturo, mednarodni simpozij z naslovom "Lascaux in vprašanja ohranjanja v podzemeljskih okoljih", ki je potekal v Parizu 26. in 27. februarja 2009, pod vodstvom Jeana Clottesa. Zbralo je skoraj tristo udeležencev iz sedemnajstih držav s ciljem, da soočijo raziskave in posege v jami Lascaux od leta 2001 z izkušenj, pridobljenimi v drugih državah na področju konzerviranja v podzemeljskih okoljih. Rezultati so bili objavljeni v letu 2011. Štiriinsedemdeset specialistov na področjih, kot so biologija, biokemija, botanika, hidrologija, klimatologija, geologija, mehanika tekočin, arheologija, antropologija, obnavljanje in ohranjanje, iz številnih držav (Francija, Združene države, Portugalska, Španija, Japonska, in drugi) so prispevali svoje prispevke.
Prizadevanja za nadzor bakterijske in glivične rasti v jami so v teku. Glivične okužbe so pripeljale do ustanovitve mednarodnega znanstvenega odbora za Lascaux in za premislek o tem, kako in koliko bi bilo treba dovoliti dostop v jame, ki vsebujejo prazgodovinske umetnosti.